# Élections législatives de 2024 dans le Finistère
Les élections législatives françaises de 2024 dans le Finistère se déroulent les 30 juin et 7 juillet 2024. Dans le département, huit députés sont à élire dans le cadre de huit circonscriptions.
Les cinq parlementaires du parti Renaissance sont réélus : Annaïg Le Meur, Didier Le Gac, Sandrine Le Feur, Graziella Melchior et Liliana Tanguy. La socialiste Mélanie Thomin et le MoDem Erwan Balanant sont également réélus. Dans la deuxième circonscription, Pierre-Yves Cadalen (LFI, Nouveau Front populaire) bat le député sortant Jean-Charles Larsonneur (Alliance centriste).

## Contexte

### Élections européennes de 2024
| Circonscription | RN      | ENS     | PS - PP | LFI     | LR     | LÉ     | REC    |
| --------------- | ------- | ------- | ------- | ------- | ------ | ------ | ------ |
| Circonscription |         |         |         |         |        |        |        |
| 1re             | 21,79 % | 19,01 % | 21,58 % | 6,23 %  | 7,79 % | 7 %    | 4,32 % |
| 2e              | 21,74 % | 15,14 % | 22,44 % | 10,88 % | 6,51 % | 8,40 % | 4,40 % |
| 3e              | 25,67 % | 17,87 % | 19,75 % | 6,61 %  | 7,32 % | 7,08 % | 4,04 % |
| 4e              | 24,79 % | 17,49 % | 20,31 % | 6,79 %  | 7,5 %  | 6,51 % | 3,52 % |
| 5e              | 25,73 % | 19,33 % | 19,83 % | 5,54 %  | 8,29 % | 6,35 % | 3,57 % |
| 6e              | 26,89 % | 15,47 % | 18,96 % | 6,85 %  | 6,71 % | 6,74 % | 3,97 % |
| 7e              | 23,97 % | 16,47 % | 20,44 % | 7,27 %  | 6,62 % | 7,13 % | 3,84 % |
| 8e              | 27,96 % | 15,37 % | 19,55 % | 6,49 %  | 6,25 % | 6,29 % | 4,31 % |

## Système électoral
Les élections législatives ont lieu au scrutin uninominal majoritaire à deux tours dans des circonscriptions uninominales.
Est élu au premier tour le candidat qui réunit la majorité absolue des suffrages exprimés et un nombre de voix au moins égal au quart des électeurs inscrits dans la circonscription, soit 25 %. Si aucun des candidats ne satisfait ces conditions, un second tour est organisé entre les candidats ayant réuni un nombre de voix au moins égal à un huitième des inscrits, soit 12,5 %. Les deux candidats arrivés en tête du 1er tour se maintiennent néanmoins par défaut si un seul ou aucun d'entre eux n'a atteint ce seuil. Au second tour, le candidat arrivé en tête est déclaré élu,.
Le seuil de qualification basé sur un pourcentage du total des inscrits et non des suffrages exprimés rend plus difficile l'accès au second tour lorsque l'abstention est élevée. Le système permet en revanche l'accès au second tour de plus de deux candidats si plusieurs d'entre eux franchissent le seuil de 12,5 % des inscrits. Les candidats en lice au second tour peuvent ainsi être trois, un cas de figure appelé « triangulaire ». Les second tours où s'affrontent quatre candidats, appelés « quadrangulaire » sont également possibles, mais beaucoup plus rares,.

### Partis et nuances
Les résultats des élections sont publiés en France par le ministère de l'Intérieur, qui classe les partis en leur attribuant des nuances politiques. Ces dernières sont décidées par les préfets, qui les attribuent indifféremment de l'étiquette politique déclarée par les candidats, qui peut être celle d'un parti ou une candidature sans étiquette.
Seuls le Parti communiste français (COM), La France insoumise (FI), le Parti socialiste (SOC), le Parti radical de gauche (RDG), Les Écologistes (VEC), Renaissance (RE), le Mouvement démocrate (MDM), Horizons (HOR), l'Union des démocrates et indépendants (UDI), Les Républicains (LR), le Rassemblement national (RN) et Reconquête (REC) se voient attribuer en 2024 des nuances propres. Les coalitions Ensemble et Nouveau front populaire, ainsi que les candidats de l'alliance LR-Ciotti-RN, en bénéficient également indirectement, les nuances Ensemble ! (Majorité présidentielle) (ENS), Union de la gauche (UG) et Union de l'extrême-droite (UXD) étant attribuables aux candidats bénéficiant respectivement du soutien de deux partis du centre, de deux partis de gauche ou de deux partis d'extrême-droite,.
Tous les autres partis se voient attribuer l'une ou l'autre des nuances suivantes : EXG (extrême gauche), DVG (divers gauche), ECO (écologiste), REG (régionaliste), DVC (divers centre), DVD (divers droite), DSV (droite souverainiste) et EXD (extrême droite). Des partis comme Debout la France ou Lutte ouvrière ne disposent ainsi pas de nuances propres, et leurs résultats nationaux ne sont pas publiés séparément par le ministère, car mélangés avec d'autres partis (respectivement dans les nuances DSV et EXG).

### Cartes

Nuance politique des candidats arrivés en tête dans chaque commune au 1er tour
Ensemble pour la République
Nouveau Front populaire
Rassemblement national
Parti socialiste dissident
Alliance centriste

## Résultats

### Élus
| Circonscription | Député sortant          | Parti | Parti | Groupe | Député élu ou réélu | Parti | Parti | Groupe  |
| --------------- | ----------------------- | ----- | ----- | ------ | ------------------- | ----- | ----- | ------- |
| 1re             | Annaïg Le Meur          |       | RE    | RE     | Annaïg Le Meur      |       | RE    | EPR     |
| 2e              | Jean-Charles Larsonneur |       | AC    | NI     | Pierre-Yves Cadalen |       | LFI   | LFI-NFP |
| 3e              | Didier Le Gac           |       | RE    | RE     | Didier Le Gac       |       | RE    | EPR     |
| 4e              | Sandrine Le Feur        |       | RE    | RE     | Sandrine Le Feur    |       | RE    | EPR     |
| 5e              | Graziella Melchior      |       | RE    | RE     | Graziella Melchior  |       | RE    | EPR     |
| 6e              | Mélanie Thomin          |       | PS    | SOC    | Mélanie Thomin      |       | PS    | SOC     |
| 7e              | Liliana Tanguy          |       | RE    | RE     | Liliana Tanguy      |       | RE    | EPR     |
| 8e              | Erwan Balanant          |       | MoDem | DEM    | Erwan Balanant      |       | MoDem | DEM     |

### Taux de participation
| Taux de participation | 1er tour | 1er tour | 1er tour   | 2d tour | 2d tour | 2d tour    | Différence entre les deux tours |
| Taux de participation | En 2022  | En 2024  | Différence | En 2022 | En 2024 | Différence | Différence entre les deux tours |
| --------------------- | -------- | -------- | ---------- | ------- | ------- | ---------- | ------------------------------- |
| À midi                | 20,29 %  | 29,52 %  | 9,23       | 16,52 % | 26,72 % | 10,2       | 2,8                             |
| À 17 heures           | 44,38 %  | 68,26 %  | 23,88      | 41,36 % | 67,69 % | 26,33      | 0,57                            |
| Final                 | 52,97 %  | 73,35 %  | 20,38      | 52,34 % | 73,37   | 21,03      | 0,02                            |

### Résultats à l'échelle du département

#### Résultats par coalition
| Parti                                       | Parti                                                    | Parti                                                    | Premier tour | Premier tour | Premier tour | Second tour   | Second tour   | Second tour | Total Sièges  | +/-           |
| Parti                                       | Parti                                                    | Parti                                                    | Voix         | %            | Sièges       | Voix          | %             | Sièges      | Total Sièges  | +/-           |
| ------------------------------------------- | -------------------------------------------------------- | -------------------------------------------------------- | ------------ | ------------ | ------------ | ------------- | ------------- | ----------- | ------------- | ------------- |
|                                             |                                                          | Renaissance (RE)                                         | 116 528      | 22,78        | 0            | 165 143       | 33,00         | 5           | 5             | en stagnation |
|                                             | Mouvement démocrate (MoDem)                              | 36 254                                                   | 7,09         | 0            | 40 112       | 8,02          | 1             | 1           | en stagnation |               |
| Total Ensemble pour la République (ENS)     | Total Ensemble pour la République (ENS)                  | 152 782                                                  | 29,87        | 0            | 205 255      | 41,02         | 6             | 6           | en stagnation |               |
|                                             |                                                          | La France insoumise (LFI)                                | 67 644       | 13,23        | 0            | 43 151        | 8,62          | 1           | 1             | 1             |
|                                             | Parti socialiste (PS)                                    | 24 664                                                   | 4,82         | 0            | 38 392       | 7,67          | 1             | 1           | en stagnation |               |
|                                             | Les Écologistes (LÉ)                                     | 22 303                                                   | 4,36         | 0            | 24 096       | 4,82          | 0             | 0           | en stagnation |               |
|                                             | Parti communiste français (PCF)                          | 19 371                                                   | 3,79         | 0            | Retrait      | Retrait       | Retrait       | 0           | Nv            |               |
|                                             | Génération.s (G.s)                                       | 18 765                                                   | 3,67         | 0            | 20 490       | 4,09          | 0             | 0           | en stagnation |               |
| Total Nouveau Front populaire (NFP)         | Total Nouveau Front populaire (NFP)                      | 152 747                                                  | 29,87        | 0            | 126 129      | 25,20         | 2             | 2           | 1             |               |
|                                             | Rassemblement national (RN)                              | Rassemblement national (RN)                              | 136 950      | 26,78        | 0            | 149 790       | 29,93         | 0           | 0             | en stagnation |
|                                             |                                                          | Les Républicains (LR)                                    | 19 509       | 3,81         | 0            |               |               |             | 0             | en stagnation |
|                                             | Sans étiquette                                           | 6 697                                                    | 1,31         | 0            | 0            | Nv            |               |             |               |               |
| Total Union de la droite et du centre (UDC) | Total Union de la droite et du centre (UDC)              | 26 206                                                   | 5,12         | 0            | 0            | en stagnation |               |             |               |               |
|                                             | Dissidents Nouveau Front populaire                       | Dissidents Nouveau Front populaire                       | 14 399       | 2,82         | 0            | Retrait       | Retrait       | Retrait     | 0             | en stagnation |
|                                             |                                                          | Alliance centriste (AC)                                  | 9 874        | 1,93         | 0            | 19 239        | 3,84          | 0           | 0             | 1             |
|                                             | Rester libre ! (RL)                                      | 402                                                      | 0,08         | 0            |              |               |               | 0           | Nv            |               |
| Total Le Centre (LC)                        | Total Le Centre (LC)                                     | 10 276                                                   | 2,01         | 0            | 19 239       | 3,84          | 0             | 0           | 1             |               |
|                                             | Lutte ouvrière (LO)                                      | Lutte ouvrière (LO)                                      | 5 918        | 1,16         | 0            |               |               |             | 0             | en stagnation |
|                                             | Reconquête (REC)                                         | Reconquête (REC)                                         | 2 057        | 0,40         | 0            | 0             | en stagnation |             |               |               |
|                                             | Équinoxe                                                 | Équinoxe                                                 | 1 808        | 0,35         | 0            | 0             | Nv            |             |               |               |
|                                             |                                                          | Pour la Bretagne ! (PLB)                                 | 1 807        | 0,35         | 0            | 0             | Nv            |             |               |               |
| Total Régions et peuples solidaires (R&PS)  | Total Régions et peuples solidaires (R&PS)               | 1 807                                                    | 0,35         | 0            | 0            | en stagnation |               |             |               |               |
|                                             | Debout la France (DLF)                                   | Debout la France (DLF)                                   | 1 691        | 0,33         | 0            | 0             | en stagnation |             |               |               |
|                                             |                                                          | Parti breton (PB)                                        | 1 135        | 0,22         | 0            | 0             | en stagnation |             |               |               |
| Total Pays unis (PU)                        | Total Pays unis (PU)                                     | 1 135                                                    | 0,22         | 0            | 0            | en stagnation |               |             |               |               |
|                                             | Écologie au centre (ÉAC)                                 | Écologie au centre (ÉAC)                                 | 1 131        | 0,22         | 0            | 0             | en stagnation |             |               |               |
|                                             | Résistons (RES)                                          | Résistons (RES)                                          | 861          | 0,17         | 0            | 0             | en stagnation |             |               |               |
|                                             | Décidons nous-mêmes ! (DNM)                              | Décidons nous-mêmes ! (DNM)                              | 465          | 0,09         | 0            | 0             | Nv            |             |               |               |
|                                             | Nouveau Parti anticapitaliste - Révolutionnaires (NPA-R) | Nouveau Parti anticapitaliste - Révolutionnaires (NPA-R) | 360          | 0,07         | 0            | 0             | Nv            |             |               |               |
|                                             | Sans étiquette (SE)                                      | Sans étiquette (SE)                                      | 863          | 0,17         | 0            | 0             | en stagnation |             |               |               |
|                                             |                                                          |                                                          |              |              |              |               |               |             |               |               |
| Suffrages exprimés                          | Suffrages exprimés                                       | Suffrages exprimés                                       | 511 456      | 97,60        |              | 500 413       | 95,39         |             |               |               |
| Votes blancs                                | Votes blancs                                             | Votes blancs                                             | 9 283        | 1,77         | 18 831       | 3,59          |               |             |               |               |
| Votes nuls                                  | Votes nuls                                               | Votes nuls                                               | 3 295        | 0,63         | 5 377        | 1,02          |               |             |               |               |
| Total                                       | Total                                                    | Total                                                    | 524 034      | 100          | 0            | 524 621       | 100           | 8           | 8             | en stagnation |
| Abstentions                                 | Abstentions                                              | Abstentions                                              | 190 395      | 26,65        |              | 189 876       | 26,57         |             |               |               |
| Inscrits/Participation                      | Inscrits/Participation                                   | Inscrits/Participation                                   | 714 429      | 73,35        | 714 497      | 73,43         |               |             |               |               |

#### Résultats par nuance
| Nuance                 | Nuance                 | Nuance                 | Premier tour | Premier tour | Premier tour | Second tour | Second tour   | Second tour | Total Sièges | +/-           |  |
| Nuance                 | Nuance                 | Nuance                 | Voix         | %            | Sièges       | Voix        | %             | Sièges      | Total Sièges | +/-           |  |
| ---------------------- | ---------------------- | ---------------------- | ------------ | ------------ | ------------ | ----------- | ------------- | ----------- | ------------ | ------------- |  |
|                        | Ensemble               | ENS                    | 152 782      | 29,87        | 0            | 205 255     | 41,02         | 6           | 6            | en stagnation |  |
|                        | Union de la gauche     | UG                     | 152 747      | 29,87        | 0            | 126 129     | 25,20         | 2           | 2            | 1             |  |
|                        | Rassemblement national | RN                     | 136 950      | 26,78        | 0            | 149 790     | 29,93         | 0           | 0            | en stagnation |  |
|                        | Les Républicains       | LR                     | 19 509       | 3,81         | 0            |             |               |             | 0            | en stagnation |  |
|                        | Divers gauche          | DVG                    | 15 207       | 2,97         | 0            | Retrait     | Retrait       | Retrait     | 0            | en stagnation |  |
|                        | Divers centre          | DVC                    | 11 137       | 2,18         | 0            | 19 239      | 3,84          | 0           | 0            | 1             |  |
|                        | Divers droite          | DVD                    | 6 697        | 1,31         | 0            |             |               |             | 0            | en stagnation |  |
|                        | Extrême gauche         | EXG                    | 6 450        | 1,26         | 0            | 0           | en stagnation |             |              |               |  |
|                        | Régionalistes          | REG                    | 4 750        | 0,93         | 0            | 0           | en stagnation |             |              |               |  |
|                        | Reconquête             | REC                    | 2 057        | 0,40         | 0            | 0           | en stagnation |             |              |               |  |
|                        | Droite souverainiste   | DSV                    | 1 691        | 0,33         | 0            | 0           | en stagnation |             |              |               |  |
|                        | Écologistes            | ECO                    | 1 131        | 0,22         | 0            | 0           | en stagnation |             |              |               |  |
|                        | Divers                 | DIV                    | 293          | 0,06         | 0            | 0           | en stagnation |             |              |               |  |
|                        | Extrême droite         | EXD                    | 55           | 0,01         | 0            | 0           | Nv            |             |              |               |  |
|                        |                        |                        |              |              |              |             |               |             |              |               |  |
| Suffrages exprimés     | Suffrages exprimés     | Suffrages exprimés     | 511 456      | 97,60        |              | 500 413     | 95,39         |             |              |               |  |
| Votes blancs           | Votes blancs           | Votes blancs           | 9 283        | 1,77         | 18 831       | 3,59        |               |             |              |               |  |
| Votes nuls             | Votes nuls             | Votes nuls             | 3 295        | 0,63         | 5 377        | 1,02        |               |             |              |               |  |
| Total                  | Total                  | Total                  | 524 034      | 100          | 0            | 524 621     | 100           | 8           | 8            | en stagnation |  |
| Abstentions            | Abstentions            | Abstentions            | 190 395      | 26,65        |              | 189 876     | 26,57         |             |              |               |  |
| Inscrits/Participation | Inscrits/Participation | Inscrits/Participation | 714 429      | 73,35        | 714 497      | 73,43       |               |             |              |               |  |

### Résultats par circonscription

#### Première circonscription
- Députée sortante : Annaïg Le Meur (Renaissance)

| Candidat                 | Candidat                 | Parti et coalition       | Nuance                   | Premier tour | Premier tour | Second tour | Second tour |
| Candidat                 | Candidat                 | Parti et coalition       | Nuance                   | Voix         | %            | Voix        | %           |
| ------------------------ | ------------------------ | ------------------------ | ------------------------ | ------------ | ------------ | ----------- | ----------- |
|                          | Annaïg Le Meur           | RE (ENS)                 | ENS                      | 22 422       | 33,00        | 27 066      | 39,70       |
|                          | Grégory Lebert           | LÉ (NFP)                 | UG                       | 22 303       | 32,83        | 24 096      | 35,34       |
|                          | Christel Hénaff          | RN                       | RN                       | 16 083       | 23,67        | 17 015      | 24,96       |
|                          | Alain Le Grand           | LR (UDC)                 | LR                       | 5 652        | 8,32         |             |             |
|                          | Serge Hardy              | LO                       | EXG                      | 858          | 1,26         |             |             |
|                          | France Herman            | REC                      | REC                      | 620          | 0,91         |             |             |
|                          |                          |                          |                          |              |              |             |             |
| Votes valides            | Votes valides            | Votes valides            | Votes valides            | 67 938       | 97,63        | 68 177      | 97,30       |
| Votes blancs             | Votes blancs             | Votes blancs             | Votes blancs             | 1 156        | 1,66         | 1 347       | 1,92        |
| Votes nuls               | Votes nuls               | Votes nuls               | Votes nuls               | 495          | 0,71         | 545         | 0,78        |
| Total                    | Total                    | Total                    | Total                    | 69 589       | 100          | 70 069      | 100         |
| Abstention               | Abstention               | Abstention               | Abstention               | 22 747       | 24,64        | 22 280      | 24,13       |
| Inscrits / participation | Inscrits / participation | Inscrits / participation | Inscrits / participation | 92 336       | 75,36        | 92 349      | 75,87       |

#### Deuxième circonscription
- Député sortant : Jean-Charles Larsonneur (Alliance centriste)

| Candidat                 | Candidat                 | Parti et coalition       | Nuance                   | Premier tour | Premier tour | Second tour | Second tour |
| Candidat                 | Candidat                 | Parti et coalition       | Nuance                   | Voix         | %            | Voix        | %           |
| ------------------------ | ------------------------ | ------------------------ | ------------------------ | ------------ | ------------ | ----------- | ----------- |
|                          | Pierre-Yves Cadalen      | LFI (NFP)                | UG                       | 18 850       | 35,28        | 22 110      | 41,01       |
|                          | Denis Kervella           | RN                       | RN                       | 12 065       | 22,58        | 12 567      | 23,31       |
|                          | Jean-Charles Larsonneur  | AC (LC)                  | DVC                      | 9 874        | 18,48        | 19 239      | 35,68       |
|                          | Tristan Bréhier          | RE (ENS)                 | ENS                      | 9 105        | 17,04        |             |             |
|                          | Françoise Houard         | LR (UDC)                 | LR                       | 1 444        | 2,70         |             |             |
|                          | Geneviève Henry          | ÉaC                      | ECO                      | 1 131        | 2,12         |             |             |
|                          | Alain Rousseau           | REC                      | REC                      | 373          | 0,70         |             |             |
|                          | Remy Collard             | LO                       | EXG                      | 357          | 0,67         |             |             |
|                          | Melvyn Hita              | DNM                      | EXG                      | 172          | 0,32         |             |             |
|                          | Martial Koffi            | SE                       | EXD                      | 55           | 0,10         |             |             |
|                          |                          |                          |                          |              |              |             |             |
| Votes valides            | Votes valides            | Votes valides            | Votes valides            | 53 426       | 97,93        | 53 916      | 97,91       |
| Votes blancs             | Votes blancs             | Votes blancs             | Votes blancs             | 1 075        | 1,97         | 1 105       | 2,01        |
| Votes nuls               | Votes nuls               | Votes nuls               | Votes nuls               | 56           | 0,10         | 45          | 0,08        |
| Total                    | Total                    | Total                    | Total                    | 54 557       | 100          | 55 066      | 100         |
| Abstention               | Abstention               | Abstention               | Abstention               | 23 609       | 30,20        | 23 119      | 29,57       |
| Inscrits / participation | Inscrits / participation | Inscrits / participation | Inscrits / participation | 78 166       | 69,80        | 78 185      | 70,43       |

#### Troisième circonscription
- Député sortant : Didier Le Gac (Renaissance)

| Candidat                 | Candidat                 | Parti et coalition       | Nuance                   | Premier tour | Premier tour | Second tour | Second tour |
| Candidat                 | Candidat                 | Parti et coalition       | Nuance                   | Voix         | %            | Voix        | %           |
| ------------------------ | ------------------------ | ------------------------ | ------------------------ | ------------ | ------------ | ----------- | ----------- |
|                          | Didier Le Gac            | RE (ENS)                 | ENS                      | 26 139       | 38,92        | 44 449      | 69,13       |
|                          | Martine Donval           | RN                       | RN                       | 18 627       | 27,74        | 19 848      | 30,87       |
|                          | Pierre Smolarz           | LFI (NFP)                | UG                       | 18 074       | 26,91        | Retrait     | Retrait     |
|                          | Hélène Favé              | Équinoxe                 | REG                      | 1 808        | 2,69         |             |             |
|                          | Marie-Louise Thomas      | DLF                      | DSV                      | 1 050        | 1,56         |             |             |
|                          | Matthieu Muller          | LO                       | EXG                      | 742          | 1,10         |             |             |
|                          | Ronan Perrot             | REC                      | REC                      | 427          | 0,64         |             |             |
|                          | Annie Collinet           | DNM                      | DIV                      | 293          | 0,44         |             |             |
|                          |                          |                          |                          |              |              |             |             |
| Votes valides            | Votes valides            | Votes valides            | Votes valides            | 67 160       | 97,30        | 64 297      | 94,14       |
| Votes blancs             | Votes blancs             | Votes blancs             | Votes blancs             | 1 505        | 2,18         | 3 520       | 5,15        |
| Votes nuls               | Votes nuls               | Votes nuls               | Votes nuls               | 358          | 0,52         | 480         | 0,70        |
| Total                    | Total                    | Total                    | Total                    | 69 023       | 100          | 68 297      | 100         |
| Abstention               | Abstention               | Abstention               | Abstention               | 24 830       | 26,46        | 25 571      | 27,24       |
| Inscrits / participation | Inscrits / participation | Inscrits / participation | Inscrits / participation | 93 853       | 73,54        | 93 868      | 72,76       |

#### Quatrième circonscription
- Députée sortante : Sandrine Le Feur (Renaissance)

| Candidat                 | Candidat                 | Parti et coalition       | Nuance                   | Premier tour | Premier tour | Second tour | Second tour |
| Candidat                 | Candidat                 | Parti et coalition       | Nuance                   | Voix         | %            | Voix        | %           |
| ------------------------ | ------------------------ | ------------------------ | ------------------------ | ------------ | ------------ | ----------- | ----------- |
|                          | Sylvaine Vulpiani        | G.s (NFP)                | UG                       | 18 765       | 30,92        | 20 490      | 33,57       |
|                          | Sandrine Le Feur         | RE (ENS)                 | ENS                      | 18 586       | 30,63        | 24 048      | 39,40       |
|                          | Tony Bihouée             | RN                       | RN                       | 15 690       | 25,86        | 16 492      | 27,02       |
|                          | Agnès Le Brun            | SE (UDC)                 | DVD                      | 6 697        | 11,04        |             |             |
|                          | Patricia Blosse          | LO                       | EXG                      | 942          | 1,55         |             |             |
|                          |                          |                          |                          |              |              |             |             |
| Votes valides            | Votes valides            | Votes valides            | Votes valides            | 60 680       | 97,86        | 61 030      | 97,45       |
| Votes blancs             | Votes blancs             | Votes blancs             | Votes blancs             | 963          | 1,55         | 1 257       | 2,01        |
| Votes nuls               | Votes nuls               | Votes nuls               | Votes nuls               | 365          | 0,59         | 341         | 0,54        |
| Total                    | Total                    | Total                    | Total                    | 62 008       | 100          | 62 628      | 100         |
| Abstention               | Abstention               | Abstention               | Abstention               | 22 356       | 26,50        | 21 735      | 25,76       |
| Inscrits / participation | Inscrits / participation | Inscrits / participation | Inscrits / participation | 84 364       | 73,50        | 84 363      | 74,24       |

#### Cinquième circonscription
- Députée sortante : Graziella Melchior (Renaissance)

| Candidat                 | Candidat                 | Parti et coalition       | Nuance                   | Premier tour | Premier tour | Second tour | Second tour |
| Candidat                 | Candidat                 | Parti et coalition       | Nuance                   | Voix         | %            | Voix        | %           |
| ------------------------ | ------------------------ | ------------------------ | ------------------------ | ------------ | ------------ | ----------- | ----------- |
|                          | Graziella Melchior       | RE (ENS)                 | ENS                      | 21 567       | 30,30        | 46 270      | 68,07       |
|                          | Gladys Grelaud           | PCF (NFP)                | UG                       | 19 371       | 27,22        | Retrait     | Retrait     |
|                          | Renée Thomaïdis          | RN                       | RN                       | 18 884       | 26,53        | 21 704      | 31,93       |
|                          | Félix Briant             | LR (UDC)                 | LR                       | 7 943        | 11,16        |             |             |
|                          | Marcel Berrou            | PLB (R&PS)               | REG                      | 1 807        | 2,54         |             |             |
|                          | Alexandre Martin         | DLF                      | DSV                      | 641          | 0,90         |             |             |
|                          | Christian Cajean         | LO                       | EXG                      | 553          | 0,78         |             |             |
|                          | Dominique Lerestif       | RL (LC)                  | DVC                      | 402          | 0,56         |             |             |
|                          |                          |                          |                          |              |              |             |             |
| Votes valides            | Votes valides            | Votes valides            | Votes valides            | 71 168       | 97,86        | 67 974      | 94,09       |
| Votes blancs             | Votes blancs             | Votes blancs             | Votes blancs             | 1 119        | 1,54         | 3 291       | 4,56        |
| Votes nuls               | Votes nuls               | Votes nuls               | Votes nuls               | 437          | 0,60         | 982         | 1,36        |
| Total                    | Total                    | Total                    | Total                    | 72 724       | 100          | 72 247      | 100         |
| Abstention               | Abstention               | Abstention               | Abstention               | 26 029       | 26,36        | 26 524      | 26,85       |
| Inscrits / participation | Inscrits / participation | Inscrits / participation | Inscrits / participation | 98 753       | 73,64        | 98 771      | 73,15       |

#### Sixième circonscription
- Députée sortante : Mélanie Thomin (Parti socialiste)

| Candidat                 | Candidat                 | Parti et coalition       | Nuance                   | Premier tour | Premier tour | Second tour | Second tour |
| Candidat                 | Candidat                 | Parti et coalition       | Nuance                   | Voix         | %            | Voix        | %           |
| ------------------------ | ------------------------ | ------------------------ | ------------------------ | ------------ | ------------ | ----------- | ----------- |
|                          | Mélanie Thomin           | PS (NFP)                 | UG                       | 24 664       | 37,88        | 38 392      | 62,43       |
|                          | Patrick Le Fur           | RN                       | RN                       | 19 671       | 30,21        | 23 106      | 37,57       |
|                          | Erwan Crouan             | MoDem (ENS)              | ENS                      | 18 223       | 27,99        | Retrait     | Retrait     |
|                          | Tugdual Perennec         | SE                       | DVG                      | 808          | 1,24         |             |             |
|                          | Philippe Cordier         | LO                       | EXG                      | 753          | 1,16         |             |             |
|                          | Évelyne Carayon          | REC                      | REC                      | 637          | 0,98         |             |             |
|                          | Kenny Delferrière        | NPA-R                    | EXG                      | 360          | 0,55         |             |             |
|                          |                          |                          |                          |              |              |             |             |
| Votes valides            | Votes valides            | Votes valides            | Votes valides            | 65 116       | 97,29        | 61 498      | 92,17       |
| Votes blancs             | Votes blancs             | Votes blancs             | Votes blancs             | 1 294        | 1,93         | 3 966       | 5,94        |
| Votes nuls               | Votes nuls               | Votes nuls               | Votes nuls               | 521          | 0,78         | 1 257       | 1,88        |
| Total                    | Total                    | Total                    | Total                    | 66 931       | 100          | 66 721      | 100         |
| Abstention               | Abstention               | Abstention               | Abstention               | 24 603       | 26,88        | 24 815      | 27,11       |
| Inscrits / participation | Inscrits / participation | Inscrits / participation | Inscrits / participation | 91 534       | 73,12        | 91 536      | 72,89       |

#### Septième circonscription
- Députée sortante : Liliana Tanguy (Renaissance)

| Candidat                 | Candidat                 | Parti et coalition       | Nuance                   | Premier tour | Premier tour | Second tour | Second tour |
| Candidat                 | Candidat                 | Parti et coalition       | Nuance                   | Voix         | %            | Voix        | %           |
| ------------------------ | ------------------------ | ------------------------ | ------------------------ | ------------ | ------------ | ----------- | ----------- |
|                          | Jugdeep Harvinder        | LFI (NFP)                | UG                       | 18 952       | 31,06        | 21 041      | 34,25       |
|                          | Liliana Tanguy           | RE (ENS)                 | ENS                      | 18 709       | 30,66        | 23 310      | 37,94       |
|                          | Annick Alanou            | RN                       | RN                       | 15 927       | 26,10        | 17 084      | 27,81       |
|                          | Marc Raher               | LR (UDC)                 | LR                       | 4 470        | 7,32         |             |             |
|                          | Aela Malet               | PB (PU)                  | REG                      | 1 135        | 1,86         |             |             |
|                          | Régis Debliqui           | LO                       | EXG                      | 972          | 1,59         |             |             |
|                          | Jacques Tanguy           | RES                      | DVC                      | 861          | 1,41         |             |             |
|                          |                          |                          |                          |              |              |             |             |
| Votes valides            | Votes valides            | Votes valides            | Votes valides            | 61 026       | 97,52        | 61 435      | 96,91       |
| Votes blancs             | Votes blancs             | Votes blancs             | Votes blancs             | 1 032        | 1,65         | 1 379       | 2,18        |
| Votes nuls               | Votes nuls               | Votes nuls               | Votes nuls               | 521          | 0,83         | 577         | 0,91        |
| Total                    | Total                    | Total                    | Total                    | 62 579       | 100          | 63 391      | 100         |
| Abstention               | Abstention               | Abstention               | Abstention               | 21 105       | 25,22        | 20 285      | 24,24       |
| Inscrits / participation | Inscrits / participation | Inscrits / participation | Inscrits / participation | 83 684       | 74,78        | 83 676      | 75,76       |

#### Huitième circonscription
- Député sortant : Erwan Balanant (Mouvement démocrate)

| Candidat                 | Candidat                 | Parti et coalition       | Nuance                   | Premier tour | Premier tour | Second tour | Second tour |
| Candidat                 | Candidat                 | Parti et coalition       | Nuance                   | Voix         | %            | Voix        | %           |
| ------------------------ | ------------------------ | ------------------------ | ------------------------ | ------------ | ------------ | ----------- | ----------- |
|                          | Christian Perez          | RN                       | RN                       | 20 003       | 30,80        | 21 974      | 35,39       |
|                          | Erwan Balanant           | MoDem (ENS)              | ENS                      | 18 031       | 27,76        | 40 112      | 64,61       |
|                          | Sébastien Miossec        | PS diss.                 | DVG                      | 14 399       | 22,17        | Retrait     | Retrait     |
|                          | Thomas Le Bon            | LFI (NFP)                | UG                       | 11 768       | 18,12        | Retrait     | Retrait     |
|                          | Anne Morel               | LO                       | EXG                      | 741          | 1,14         |             |             |
|                          |                          |                          |                          |              |              |             |             |
| Votes valides            | Votes valides            | Votes valides            | Votes valides            | 64 942       | 97,48        | 62 086      | 93,78       |
| Votes blancs             | Votes blancs             | Votes blancs             | Votes blancs             | 1 139        | 1,71         | 2 966       | 4,48        |
| Votes nuls               | Votes nuls               | Votes nuls               | Votes nuls               | 542          | 0,81         | 1 150       | 1,74        |
| Total                    | Total                    | Total                    | Total                    | 66 623       | 100          | 66 202      | 100         |
| Abstention               | Abstention               | Abstention               | Abstention               | 25 116       | 27,38        | 25 547      | 27,84       |
| Inscrits / participation | Inscrits / participation | Inscrits / participation | Inscrits / participation | 91 739       | 72,62        | 91 749      | 72,16       |